# اندرو سورمن
اندرو سورمن (انگلیسی: Andrew Surman؛ زادهٔ ۲۰ اوت ۱۹۸۶) بازیکن فوتبال اهل بریتانیا است.
از باشگاه‌هایی که در آن بازی کرده‌است می‌توان به ساوت‌همپتون، ولورهمپتون واندرز، نوریچ سیتی، والسال و باشگاه فوتبال ای. اف. سی بورنموث اشاره کرد.
وی همچنین در تیم ملی فوتبال زیر ۲۱ سال انگلستان بازی کرده‌است.